# Un novio para Yasmina
Un novio para Yasmina és una pel·lícula del 2008 dirigida per Irene Cardona Bacas.

## Sinopsi
A Lola li encanten les noces, encara que el seu matrimoni està en crisi i sospita que Jorge, el seu marit, s'ha enamorat de Yasmina. Yasmina té pressa per casar-se amb Javi, un policia municipal que prefereix prendre-s'ho amb calma. Alfredo és contrari al matrimoni, però estaria disposat a casar-se per amistat… o per diners. La pel·lícula és una rondalla estiuenca sobre els matrimonis de conveniència, el compromís social i la vida en parella.
La pel·lícula, una producció hispanomarroquina ambientada a Extremadura, ha estat descrita com una comèdia romàntica.

## Repartiment
- Sanâa Alaoui	...	Yasmina
- Oscar Alonso...	Cunyat
- María Luisa Borruel...	Lola
- Alexandra Fran	...	Agnieszka
- José Luis García Pérez	...	Alfredo
- Cándido Gómez	...	Cambrer
- Olga Lozano	...	Regidora
- José Antonio Lucía 	...	Javi
- Hicham Malayo 	...	Abdel
- Juana Muñoz	 ...	Mare de Javi
- Fermín Núñez ...	Frutero
- Francisco Olmo...	Jorge

## Premis i nominacions
Va guanyar el premi de l'audiència i les Bisnagues de Plata a la millor pel·lícula i a la millor actriu al Festival de Màlaga i fou nominada al Goya al millor director novell.